# Dimos Marousi
Dimos Marousi (Marousi) är en kommun i Grekland.   Den ligger i prefekturen Nomarchía Athínas och regionen Attika, i den sydöstra delen av landet, 11 km nordost om huvudstaden Aten. Antalet invånare är 72 333.